# Beatrix Kreß
Beatrix Kreß (* 12. Februar 1974) ist eine deutsche Sprachwissenschaftlerin.

## Leben
Von 1994 bis 2001 studierte sie im Hauptfach slawische Philologie und im Nebenfach Germanistik an der Goethe-Universität in Frankfurt am Main mit einem Auslandsaufenthalt an der Karls-Universität Prag. Von 2005 bis 2008 war sie wissenschaftliche Mitarbeiterin am Institut für Slawische Philologie der Universität Frankfurt am Main. Nach der Promotion 2007 zum Dr. phil. (synchrone Sprachwissenschaft/Slawische Philologie) an der Goethe-Universität war sie von 2008 bis 2014 Juniorprofessorin am Institut für Interkulturelle Kommunikation der Universität Hildesheim. Im Sommersemester 2012 vertrat sie die Professur für Interkulturelle Kommunikation an der TU Chemnitz. Seit 2014 hat sie die Professur für Interkulturelle Kommunikation an der Universität Hildesheim inne.
Ihre Arbeitsschwerpunkte in Lehre und Forschung sind Pragmatik (Diskursforschung), interkulturelle Pragmatik, linguistische Methoden zur Untersuchung interkultureller Kommunikation, Migration und Sprache / Mehrsprachigkeit, politische Sprache (im kulturkontrastiven Vergleich), Mediensprache (im kulturkontrastiven Vergleich) und Werbesprache (im kulturkontrastiven Vergleich).

## Schriften (Auswahl)
- Kooperation und Konflikt. Äußerungsstrukturen in Konflikten und Konfliktlösungen auf der Grundlage russischer und tschechischer literarischer Texte. München 2010, ISBN 978-3-86688-091-7.
- mit Elke Bosse und Stephan Schlickau (Hrsg.): Methodische Vielfalt in der Erforschung interkultureller Kommunikation an deutschen Hochschulen. Berlin 2011, ISBN 978-3-631-60237-9.
- (Hrsg.): Totalitarian political discourse? Tolerance and intolerance in eastern and east central european countries. Diachronic and synchronic aspects. Berlin 2012, ISBN 3-631-63276-2.
- mit Ioulia Grigorieva und Vasco da Silva (Hrsg.): Mehrsprachigkeit, Sprachkontakt und Bildungsbiografie. Berlin 2018, ISBN 3-631-76541-X.